# ستيفن وليامز (لاعب كريكت بريطاني)
ستيفن وليامز (23 أكتوبر 1967 في المملكة المتحدة - ) (بالإنجليزية: Stephen Mark Williams)‏ هو لاعب كريكت بريطاني. لعب مع Cornwall County Cricket Club ‏.

## وصلات خارجية
- ستيفن وليامز على موقع إي آس بي آن كريك إنفو (الإنجليزية)